# Арника
А́рника, или Бара́нец (лат. Árnica) — род многолетних трав семейства Астровые, или Сложноцветные (Asteraceae).
Представители произрастают, главным образом, в Северной Америке; на территории России и сопредельных стран 8 видов.

## Название
По поводу происхождения названия существуют две версии:
- по одной версии считается, что еще Диоскорид назвал арнику др.-греч. πταρμική, что в переводе означает «чихательная», так как цветки и листья растения вызывают чихание. Позже название, которое дал Диоскорид, исказили, и появилось слово «арника»;
- другая гипотеза происхождения растения говорит о том, что его родовое название происходит от др.-греч. ἀρήν — «барашек», по месту обитания на горных пастбищах.

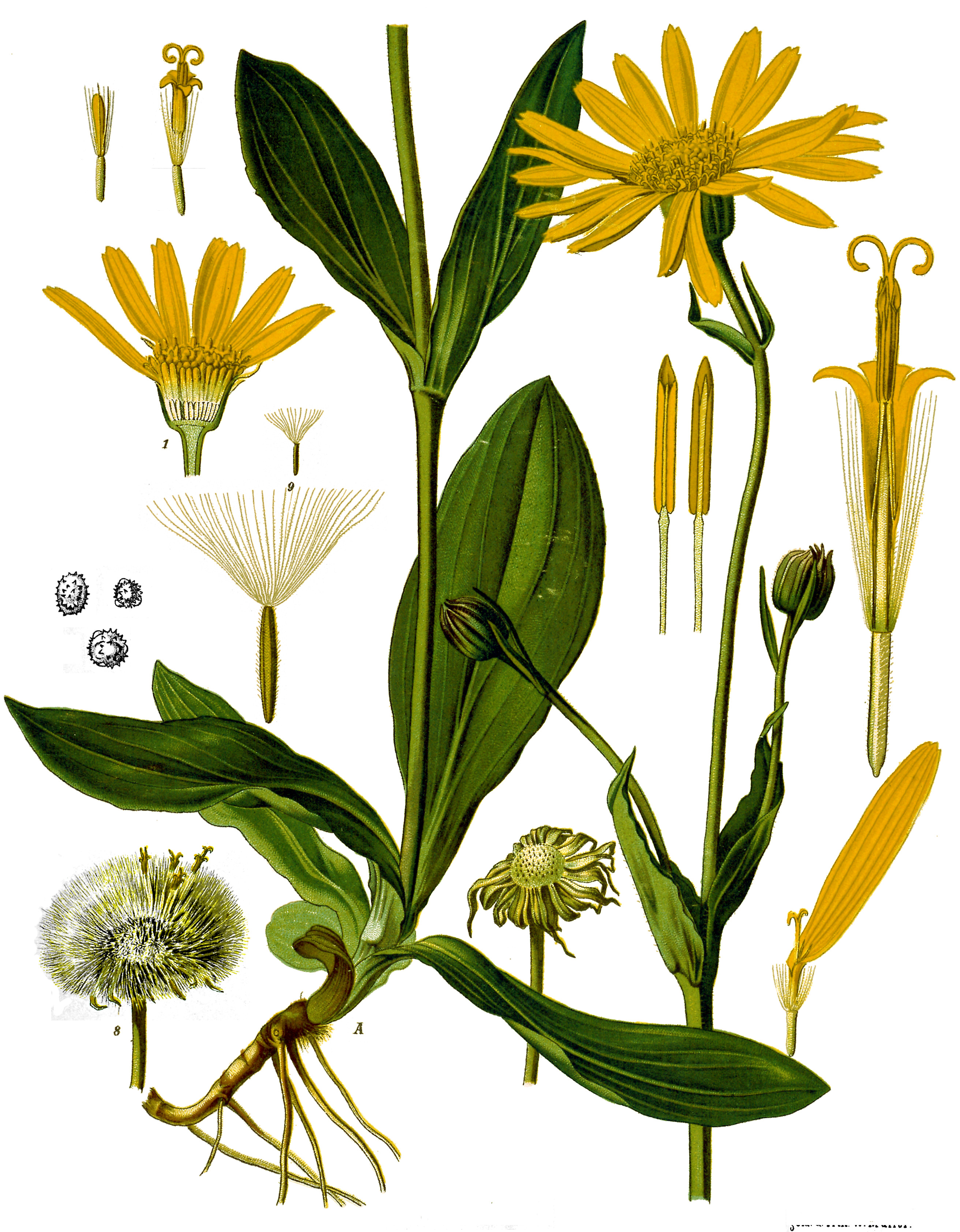
Арника горная — типовой вид рода.

## Ботаническое описание
Листья супротивные, реже только верхняя пара косо супротивная или очерёдная.
Корзинки одиночные или в числе нескольких, обёртка двурядная, с приблизительно равнодлинными травянистыми листочками, очень редко однорядные. Цветоложе выпуклое, покрытое волосками или ворсинками. Краевые цветки язычковые, пестичные, с жёлтыми или оранжевыми язычками; все остальные цветки трубчатые, обоеполые, жёлтые или оранжевые, в нижней части часто бледные, наверху трёхзубчатые. Пыльники почти равны нитям, большей частью жёлтые, реже тёмно-пурпуровые; столбик с явно выступающими из венчика тонкими рыльцами, на внутренней стороне желобчатые, на наружной с сочками, на верхушке переходящими почти в кисточку.
Плод — летучка многощетинковая, от коротко- до длиннобородчатой, редко почти перистая, белая, чуть розоватая или грязноватая, равная трубчатому венчику или едва его превышает. Семянка линейно-цилиндрическая, на концах чуть суженая, с продольными валиками или рёбрышками, в основании всегда с белым колечком, голая, щетинисто-волосистая или даже с железками.

## Классификация

### Виды
Род насчитывает свыше 30 видов, некоторые из них:
| - Arnica acaulis (Walter) Britton et al. - Arnica amplexicaulis Nutt. - Arnica angustifolia Vahl — Арника узколистная - Arnica cernua T.J.Howell - Arnica chamissonis Less. — Арника Шамиссо - Arnica cordifolia Hook. - Arnica dealbata (A.Gray) B.G.Baldwin - Arnica discoidea Benth. - Arnica diversifolia Greene - Arnica fulgens Pursh - Arnica gracilis Rydb. - Arnica griscomii Fernald - Arnica intermedia Turcz. — Арника средняя - Arnica lanceolata Nutt. - Arnica latifolia Bong. - Arnica lessingii (Torr. & A.Gray) Greene — Арника Лессинга | - Arnica lonchophylla Greene - Arnica longifolia D.C.Eaton - Arnica louiseana Farr - Arnica mallotopus Makino - Arnica mollis Hook. - Arnica montana L. — Арника горная - Arnica nevadensis Gray - Arnica ovata Greene - Arnica parryi A.Gray - Arnica rydbergii Greene - Arnica sachalinensis (Regel) A.Gray — Арника сахалинская - Arnica sororia Greene - Arnica spathulata Greene - Arnica unalaschcensis Less. — Арника уналашкинская - Arnica venosa H.M.Hall - Arnica viscosa Gray |

### Таксономия
Род Арника входит в трибу Madieae подсемейства Астровые (Asteroideae) семейства Астровые (Asteraceae) порядка Астроцветные (Asterales).
|  |                                      |  |                                                             |                                                             |                    |  | ещё 12 семейств (согласно Системе APG II) | ещё 12 семейств (согласно Системе APG II)    |                                              |  |  |  | ещё 20 триб (согласно Системе APG II) | ещё 20 триб (согласно Системе APG II) |                |  |  |  |  |
|  |                                      |  |                                                             |                                                             |                    |  | ещё 12 семейств (согласно Системе APG II) | ещё 12 семейств (согласно Системе APG II)    |                                              |  |  |  | ещё 20 триб (согласно Системе APG II) | ещё 20 триб (согласно Системе APG II) | около 30 видов |  |  |  |  |
|  |                                      |  |                                                             | порядок Астроцветные                                        |                    |  |                                           |                                              | подсемейство Астровые                        |  |  |  |                                       | род Арника                            |                |  |  |  |  |
|  |                                      |  |                                                             | порядок Астроцветные                                        |                    |  |                                           |                                              | подсемейство Астровые                        |  |  |  |                                       | род Арника                            |                |  |  |  |  |
|  | отдел Цветковые, или Покрытосеменные |  |                                                             |                                                             | семейство Астровые |  |                                           |                                              | триба Madieae                                |  |  |  |                                       |                                       |                |  |  |  |  |
|  | отдел Цветковые, или Покрытосеменные |  |                                                             |                                                             |                    |  |                                           |                                              |                                              |  |  |  |                                       |                                       |                |  |  |  |  |
|  |                                      |  | ещё 44 порядка цветковых растений (согласно Системе APG II) | ещё 44 порядка цветковых растений (согласно Системе APG II) |                    |  |                                           | ещё 11 подсемейств (согласно Системе APG II) | ещё 11 подсемейств (согласно Системе APG II) |  |  |  | еще 35 родов                          | еще 35 родов                          |                |  |  |  |  |
|  |                                      |  |                                                             | ещё 44 порядка цветковых растений (согласно Системе APG II) |                    |  |                                           |                                              | ещё 11 подсемейств (согласно Системе APG II) |  |  |  |                                       | еще 35 родов                          |                |  |  |  |  |

## В астрономии
В честь арники назван астероид 1100) Арника, открытый в 1928 году немецким астрономом Карлом Райнмутом в Гейдельбергской обсерватории.